# Polder Buków

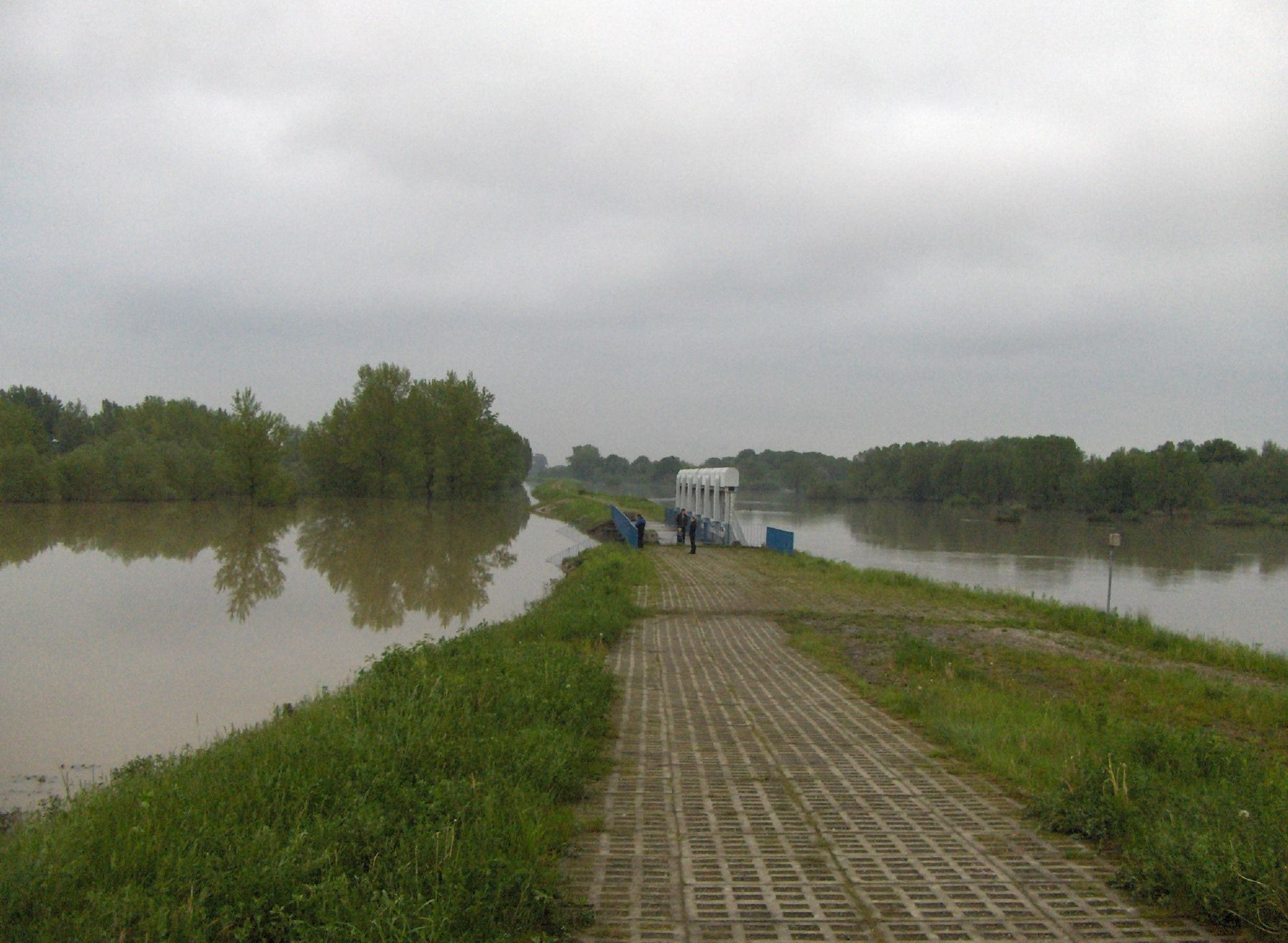
Napełniony Polder Buków w okolicach jazu w Bukowie (powiat wodzisławski) 19 maja 2010

Polder Buków – sztuczny zbiornik przeciwpowodziowy na Odrze o pojemności ok. 53 mln m³. Okresowo całkowicie zalewany, położony na terenie trzech gmin – Gorzyce i Lubomia w powiecie wodzisławskim i Krzyżanowice w powiecie raciborskim, całość na terenie województwa śląskiego. W czasie budowy obiektu zlikwidowano wieś Kamień nad Odrą w powiecie wodzisławskim.
Nazwa polderu pochodzi od sąsiadującej z nim wsi Buków położonej w gminie Lubomia w powiecie wodzisławskim, w obrębie której zlokalizowana jest zapora. Budowany w latach 1989–2002 polder ma około 830 ha powierzchni, z tego 542 ha (2/3 powierzchni polderu) znajduje się w powiecie wodzisławskim. Polder może przyjąć około 53 mln m³ wody. Pojemność zbiornika zwiększa się systematycznie w związku z prowadzoną eksploatacją żwirowisk. Stanowi jeden z głównych elementów systemu ochrony przeciwpowodziowej dla Raciborza i Kędzierzyna-Koźla, ale w pewnym stopniu również dla Opola i Wrocławia. Znaczenie polderu zwiększyło się po oddaniu do użytku w 2020 r. kolejnego zbiornika Racibórz Dolny.
Ze względu na okresowe zalewanie i duże ograniczenie w obrębie polderu gospodarki rolnej wzrosła na jego terenie bioróżnorodność, stał się siedliskiem wielu rzadkich gatunków roślin błotnych i zwierząt, co w połączeniu ze starorzeczami i zalanymi wyrobiskami oraz sąsiedztwem Zespołu Przyrodniczo-Krajobrazowego Wielikąt uczyniło z niego bardzo atrakcyjny teren dla turystyki i rekreacji blisko położonych ośrodków miejskich takich jak np. Wodzisław Śląski, Racibórz jest miejscem wypoczynku i rekreacji mieszkańców tych miast.

## Dane techniczne
Polder dzieli się na dwie części: przepływową (niesterowaną) i sterowaną. Obie części przedzielone są wałem.
- Przelew powierzchniowy wraz z jazem ruchomym (sterowanie wodą na polderze; dolna budowla wpustowa w postaci 6 otworowego jazu zastawkowego)
- Trzy wpustowe: denna (niesterowna) 185,7 m n.p.m.; dolna (sterowana): 191 do 194 m n.p.m.; górna (niesterowna): 194 m n.p.m. (szerokości 200 m)
- Zapory ziemne oraz obwałowania na długości 14,5 km (szerokość korony ok. 4 metry; średnia rzędna korony zapory 197,70 m n.p.m.)
- Największa skuteczność przy przepływie 1400–2200 m³/s (skuteczność redukcji przepływu kulminacyjnego 12,8 – 6%), (redukcja największych fal 2–6%)
- Powierzchnia zbiornika – 830 ha
- Powierzchnia zalewu w okresie napełnienia wynosi 710 ha
- Pojemność maksymalna 53 mln m³ (w tym 27 mln m³ w części sterowanej polderu)

Napełnianie zbiornika odbywa się w czterech etapach:
- przy napełnieniu części przepływowej polderu wodą powodziową Odry do rzędnej niższej od 191,0 m n.p.m., zostaje z tej części wytracona pojemność jeziorowa rzędu 9 mln m³, zaś w części sterowanej tworzy się dyspozycyjna pojemność powodziowa około 4 mln m³;
- wzrost napełnień przepływowej części polderu od 191,0 m n.p.m. do 194 m n.p.m. powoduje wytracenie w tej części kolejnych 9 mln m³ pojemności jeziorowej, zaś w części sterowanej dyspozycyjna pojemność powodziowa wzrasta o dalszych ok. 10 mln m³, tj. do ok. 14 mln m³ ogółem; taką pojemność powodziową można aktywnie wykorzystać na polderze do redukcji szczytów fal powodziowych średniej wielkości;
- przy przejściu dużych fal powodziowych, gdy stany wody w przepływowej części polderu przekroczą 194,0 m n.p.m. przy górnej niesterownej budowli wpustowej, następuje samorzutne przelanie się przez nią części wielkich wód Odry i wytracenie wygospodarowanej pojemności powodziowej sterowanej części polderu;
- po zrównaniu się poziomów wody w obu częściach polderu przy przekroczonej rzędnej 194,0 m n.p.m. obie części polderu tworzą jeden akwen dysponujący wyłącznie pojemnością jeziorową.

Pojemność dająca się aktywnie wykorzystać do redukcji szczytów fal powodziowych jest umiejscowiona tylko w części sterowanej (od 191 do 194 m n.p.m.).
Część przepływowa polderu (od 185,7 do 191 oraz powyżej 194 m n.p.m.) dysponuje wyłącznie retencją jeziorową, która sukcesywnie wypełnia się z czoła fali i daje nikłą redukcję kulminacyjnego przepływu rzeki Odry. Szacuje się, że w 2024 r. przy przepływie rzędu 2189 m³/s polder jest w stanie przyjąć 40,24 mln m³ wody, a przy przepływie rzędu 3141 m³/s polder jest w stanie przyjąć nawet 56,06 mln m³ wody.

## Ochrona przeciwpowodziowa

### Powódź 2006
29 marca 2006, podczas wezbrania Odry przyczynił się do obniżenia fali powodziowej na Odrze. Na jazie Buków pierwszy raz w historii otwarto sześć śluz, prawa część polderu przyjęła około 2 mln metrów sześciennych wody.

### Powódź 2010
Podczas powodzi w 2010 roku, nocą z 17 na 18 maja 2010 w krytycznym momencie Polder Buków złagodził falę kulminacyjną na Odrze z ok. 2000 m³/s do stanu ok. 1700 m³/s (maksymalnie o około 300 m³/s). Przelewem stałym Polder Buków zaczął się napełniać w dniu 17 maja 2010 r. o godz. 12:00. Całkowite wypełnienie Polderu zakończyło się dnia 18 maja 2010 o godz. 7:00. Ilość wody przejęta przez Polder w czasie fali kulminacyjnej określa się na 54 mln m³. Po zapełnieniu zbiornika do Raciborza nadeszła opóźniona i nieco złagodzona fala kulminacyjna na Odrze. Napełnienie polderu spowodowało, że zagrożone zostały wały obiektu, jednakże sytuacja została opanowana przez strażaków.
21 maja 2010 w związku z obniżeniem się poziomu wody w rzece Odrze następowało powolne i kontrolowane opróżnianie polderu (otwarto 1 klapę – odprowadzane było ok. 80 m³/s, zaś w godzinach popołudniowych 21 maja 2010 zwiększono zrzut wody z polderu do 150 m³/s.
Kolejna fala wezbraniowa wystąpiła 2 czerwca 2010 roku, częściowo opróżniony już Polder Buków został ponownie uruchomiony przy stanie wody 680 cm w Krzyżanowicach. W następnych dniach zrzucano wodę ze zbiornika w ilości 40 m³/s.
Polder uruchomiony został również w czasie wezbrania Odry w październiku 2020 r. a także w czasie powodzi we wrześniu 2024 r.

### Powódź 2024
W trakcie powodzi w 2024 r. Wody Polskie w komunikacie z dnia 14 września 2024 oznajmiły, że część niesterowalna polderu Buków podjęła pracę i zacząła przejmować wody rzeki Odry. 16 września 2024 pojemność Polderu została wykorzystana i zgromadzono tam ok. 57 milionów m³ wody.